# Howth Head

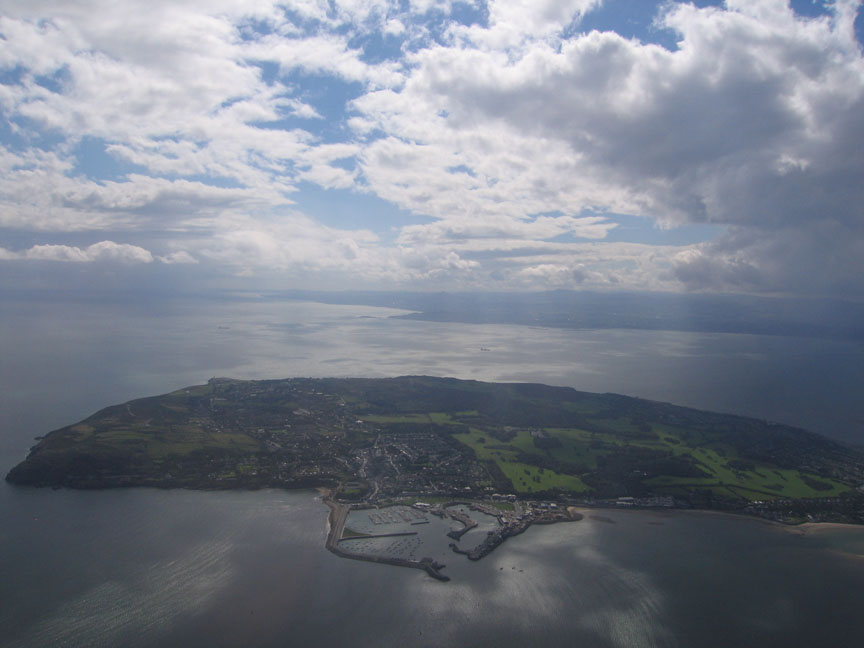
Luftaufnahme von Howth Head, Blickrichtung Süden

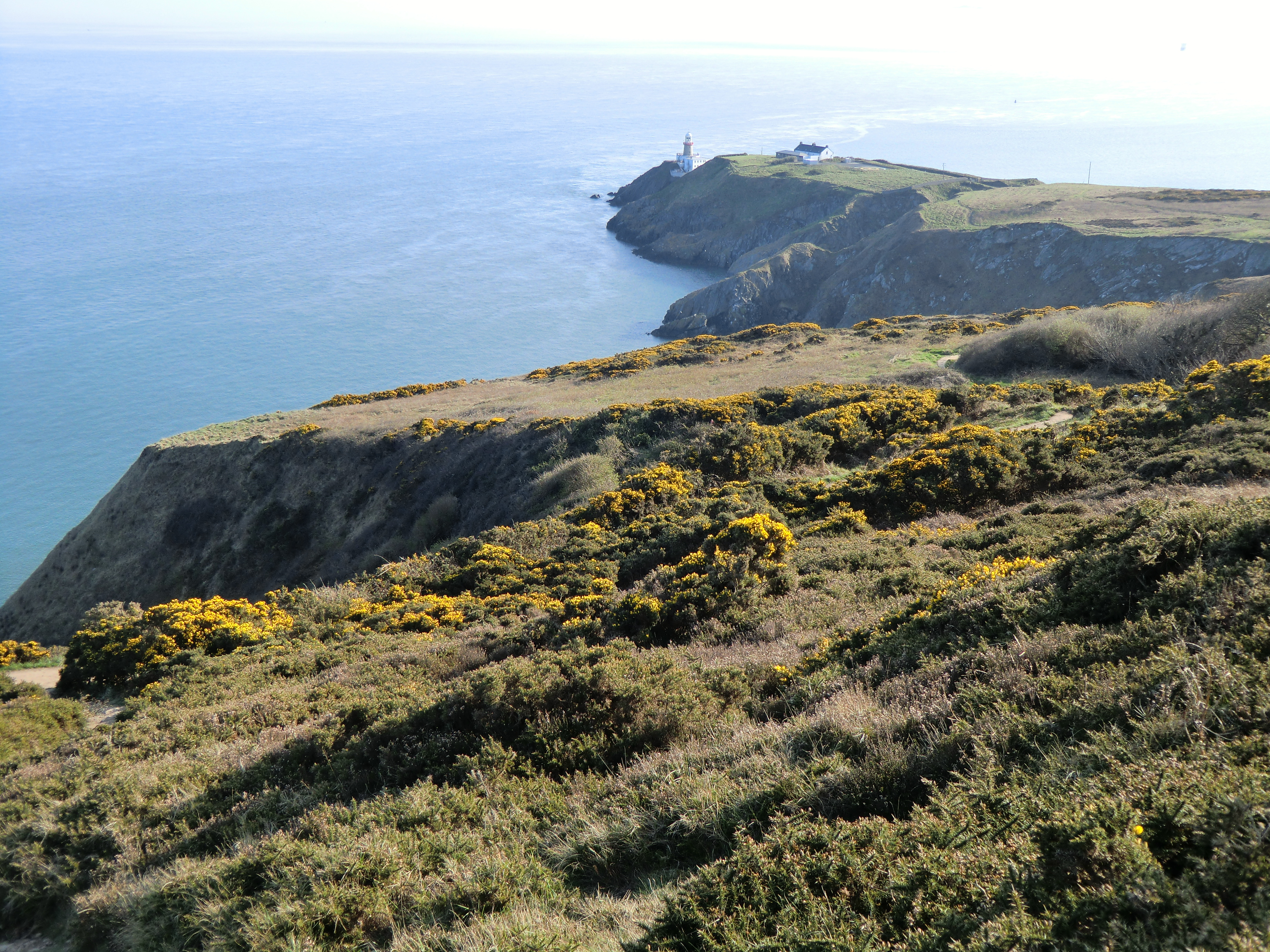
Klippen auf Howth Head mit Baily Lighthouse im Hintergrund

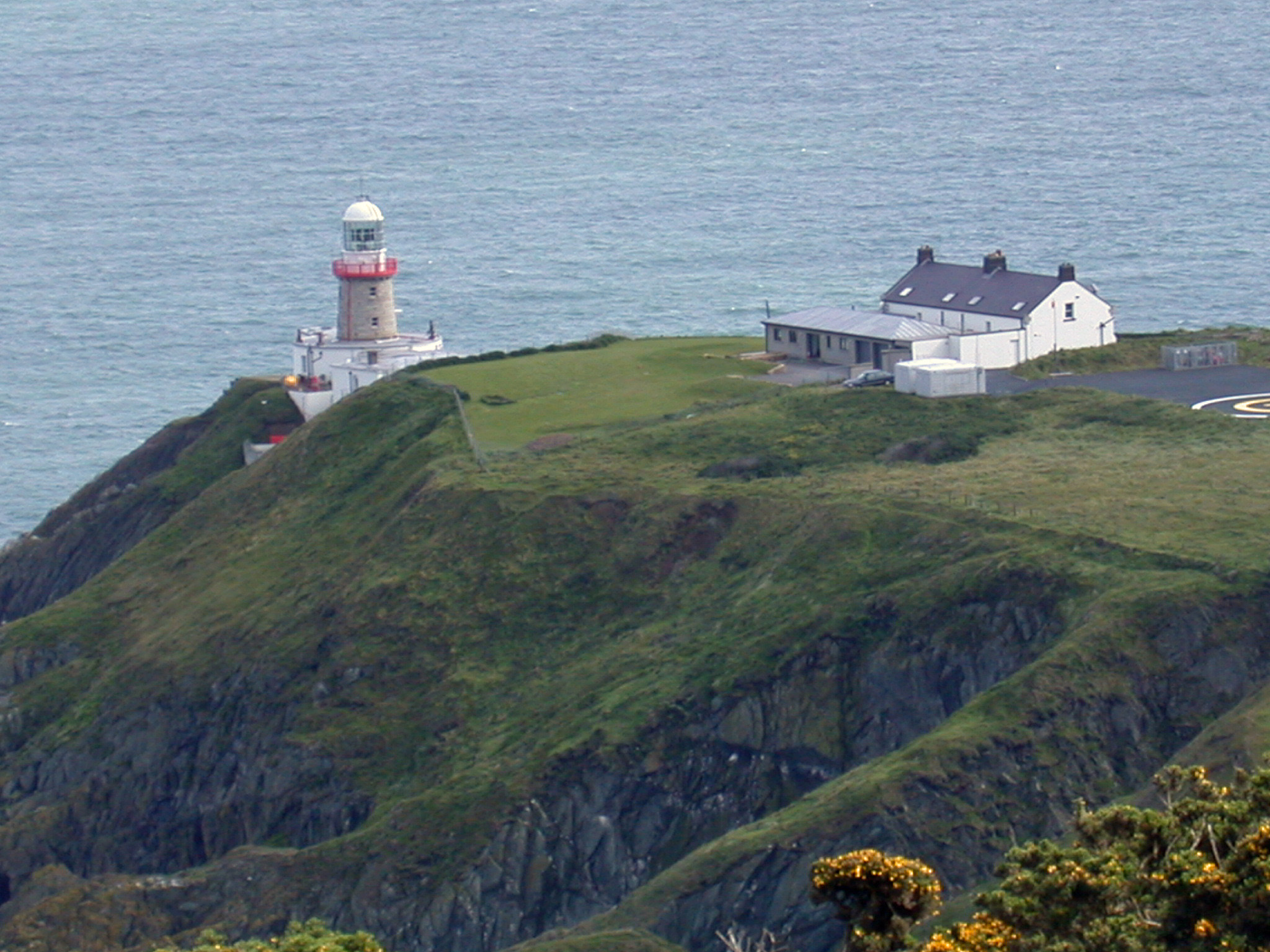
Baily Lighthouse am südöstlichen Endpunkt von Howth Head

Howth Head (irisch Ceann Bhinn Éadair) ist eine Halbinsel im Norden von Dublin in der Republik Irland, nahe den Städten Baldoyle und Portmarnock. Größter Ort der Halbinsel ist Howth.
Ursprünglich eine Insel, ist Howth Head heute durch einen schmalen Landstreifen mit dem Festland verbunden. Howth Head bildet den nördlichen Abschluss der weitgespannten Sichel der Dubliner Bucht, die im Süden mit Killiney Head abschließt.
Am südöstlichen Endpunkt von Howth Head steht der Leuchtturm Baily Lighthouse.

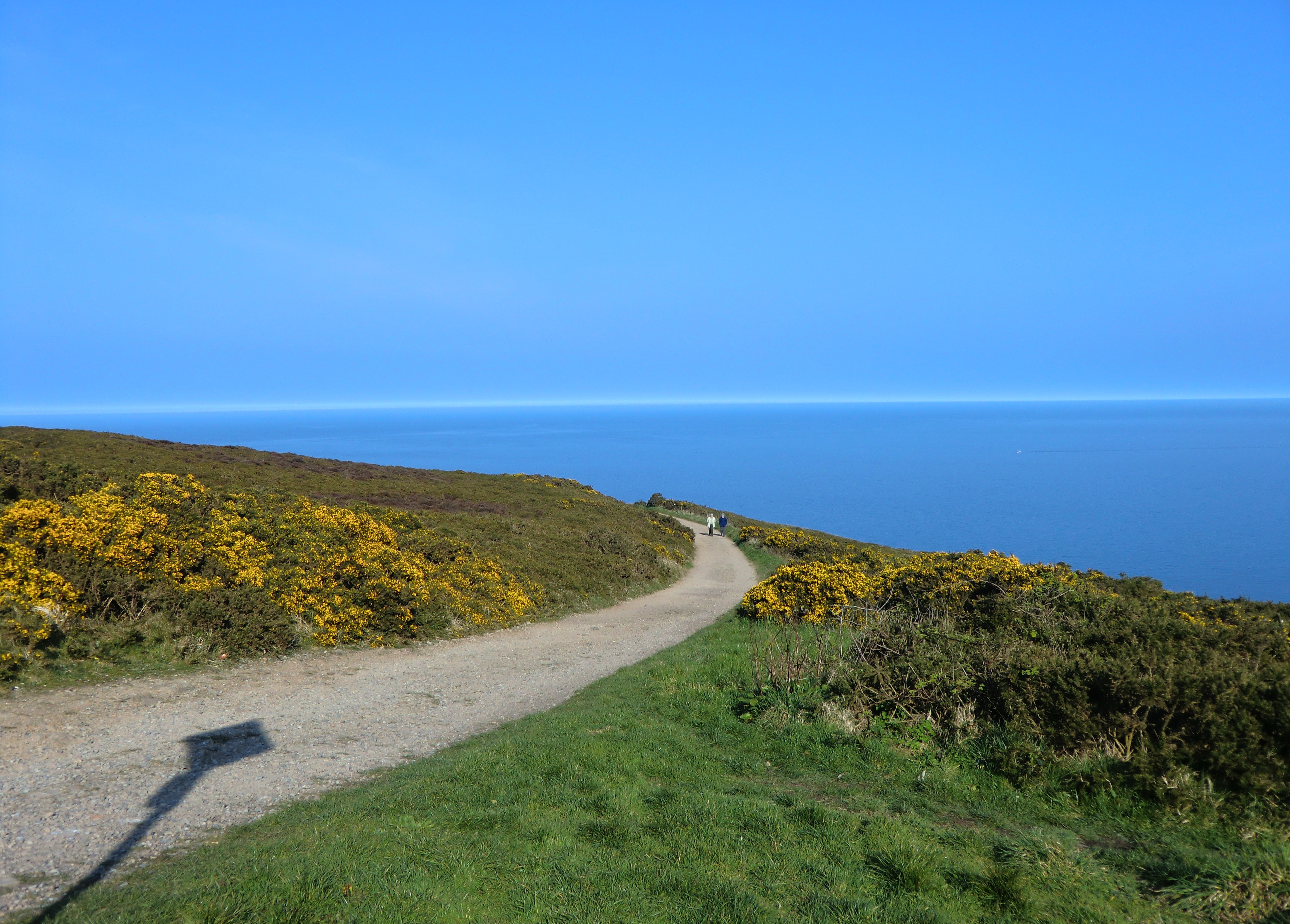
Spazierweg auf Howth Head, nahe Baily Lighthouse

Als eine der nördlichen Endstationen des Dublin-Area-Rapid-Transit-Systems (DART) ist Howth ein beliebtes touristisches Ziel, vor allem für Tagesausflügler aus Dublin. Für Wanderer gibt es bei Howths höchstem Punkt einen alten Steinhaufen, von dem aus man bei gutem Wetter die Wicklow Mountains mit der Dubliner Innenstadt im Vordergrund sehen kann.
Ursprünglich war Howth ein Fischerdorf, aber vor allem der wirtschaftliche Boom in den 1990er Jahren und das allmähliche Absterben der Fischereiwirtschaft in dieser Gegend veränderten das Erscheinungsbild von Howth in den letzten zwei Jahrzehnten. Auf der Halbinsel befindet sich das Portal Tomb Aideen’s Grave (zugleich ein Buchtitel von William Butler Yeats). Die Megalithanlage ist auch als Finn mac Cools Quoit bekannt.

## Eire Sign

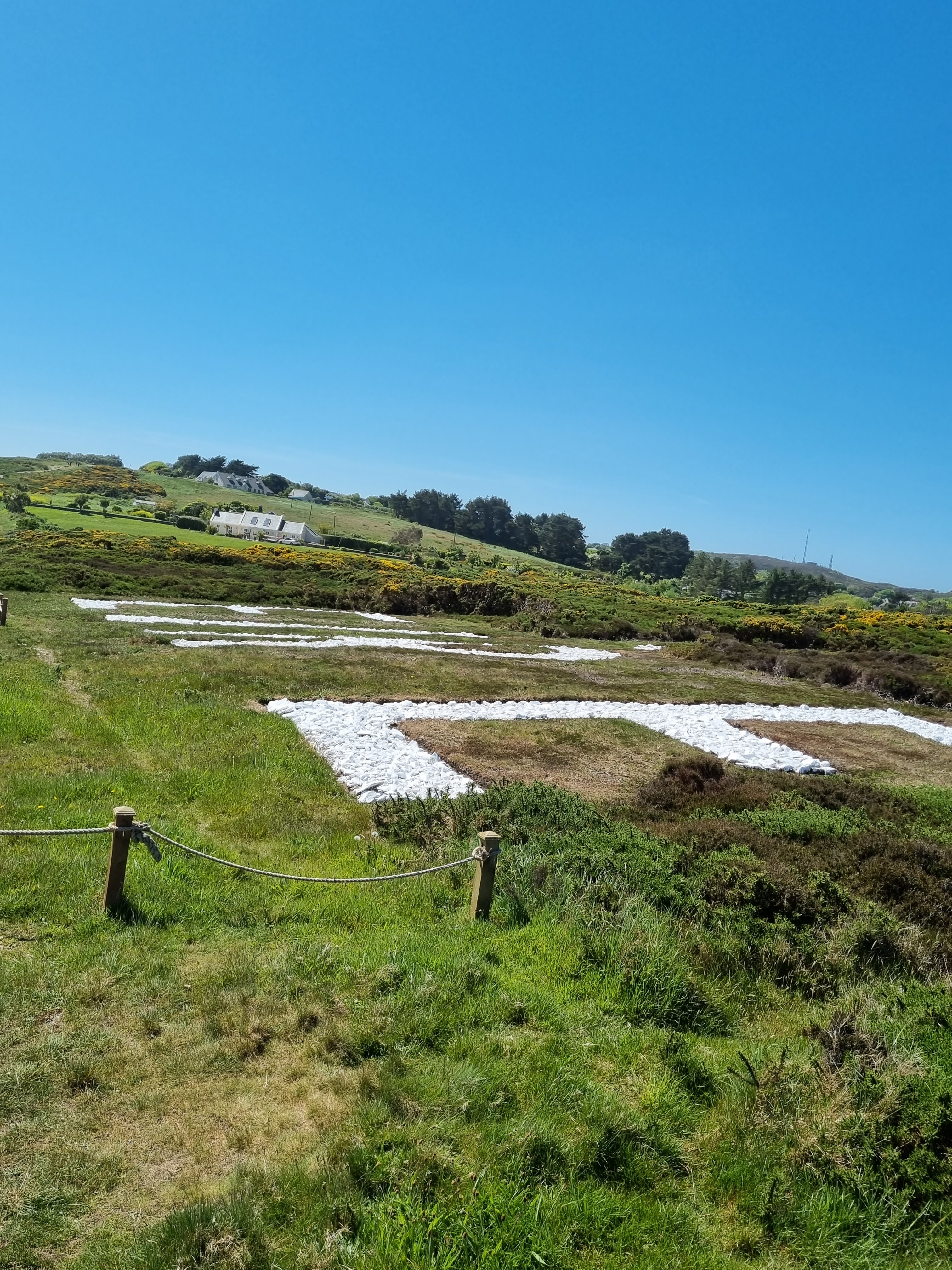
Eire Sign bei Howth

Während eines Flächenbrandes auf Howth Head wurde 1982 ein Schriftzug oberhalb der Klippen freigelegt, der bis dahin von Buschwerk überdeckt gewesen war. Erst 2019 fand sich eine ehrenamtliche Gruppe von Anwohnern zusammen, die das Eire Sign von Howth bis 2021 in seinen Originalzustand zurückversetzte. 